# Schedocentrus angustixiphus
Schedocentrus angustixiphus är en insektsart som beskrevs av Max Beier 1960. Schedocentrus angustixiphus ingår i släktet Schedocentrus och familjen vårtbitare. Inga underarter finns listade i Catalogue of Life.